# فريديريك مارتنز (مصور)
فريديريك مارتنز (بالفرنسية: Frédéric Martens)‏ (و. 1806 – 1885 م) هو مصور، ونقاش من فرنسا، ومملكة إيطاليا، ولد في البندقية، توفي في باريس، عن عمر يناهز 79 عاماً.